# Magelung
Magelung is een bestuurslaag in het regentschap Kendal van de provincie Midden-Java, Indonesië. Magelung telt 7525 inwoners (volkstelling 2010).